# 3303 Merta
3303 Merta este un asteroid din centura principală, descoperit pe 30 octombrie 1967 de Luboš Kohoutek.